# Цетлин, Моисей Наумович
Моисей Наумович Цетлин (28 июля 1905, Елисаветград — 19 апреля 1995, Москва) — советский и российский поэт и переводчик.

## Биография
Учился в реальном училище и вечернем техникуме (Харьков), закончил исторический факультет МГУ в 1939. Кандидат исторических наук (1945). Преподавал латынь в московских ВУЗах, с 1953 до выхода на пенсию в 1971 — в МГУ.
Умер в 1995 году. Похоронен на Востряковском кладбище.

## Публикации
- Линии ливня. — М.: Сов. писатель, 1985. — 112 с.
- Высокое косноязычье. Стихотворения 1927—1991. — СПб.—М.: Лимбус Пресс, 2006. — 256 с., портрет. «Серебряная серия». Составление, предисловие М. Синельникова. Стихотворения, Инвективы и шутки, Из переводов, Приложения: М. Н. Цетлин. Краткая [авто]биография; А. Межиров. [Закрытая рецензия для изд-ва «Советский писатель» (1987)].
- «День Поэзии», 1979—1990.
- «Огонек», 1989, № 26. Предисловие А. Межирова.
- «Новый мир», № 12, 1989.
- «Новый мир», № 4, 1991.
- «Новый мир», № 11, 1995. Стихи с послесловием М. Синельникова.
- «Арион» 1998, № 3.
- СД, с.15-19. Глушь и ещё 4 стихотворения.
- Русские стихи 1950—2000 годов. Т. 1. С. 115—116.